# Costigliole Saluzzo
 (septembre 2023).
Si vous disposez d'ouvrages ou d'articles de référence ou si vous connaissez des sites web de qualité traitant du thème abordé ici, merci de compléter l'article en donnant les références utiles à sa vérifiabilité et en les liant à la section « Notes et références ».
Costigliole Saluzzo (Costiòle 'd Salusse en piémontais) est une commune de 3 321 habitants de la province de Coni dans la région Piémont et fait aussi partie de la Communauté montagnarde du Monviso et Valle Varaita.

## Géographie

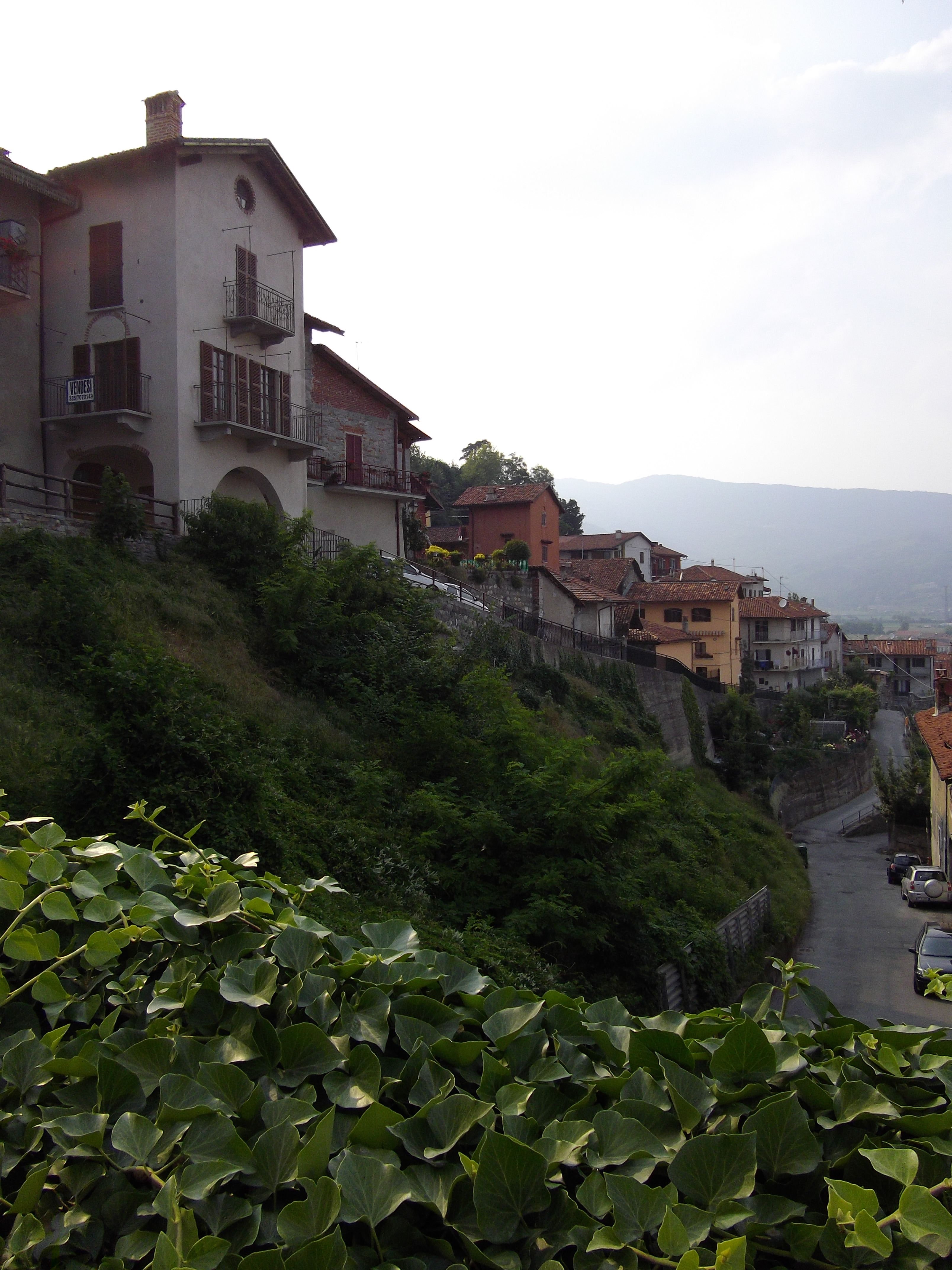
La vieille ville.

Costigliole Saluzzo se trouve dans le Piémont, à l’entrée de la vallée Varaita, non loin des quelques villes les plus connues de la région : Saluces, Savillan, Fossano, Alba et Coni. Elle constitue une des portes d’accès au Piémont, en venant de France. En effet, pendant que les centres habités, et les montagnes de la vallée Varaita subissent significativement l’affluence provençale, Costigliole Saluzzo se met depuis toujours dans l’air piémontais à tous les effets. Le territoire se divise en collines et plateaux, avec le centre habité qui se délimite sur les rives du torrent Varaita.

## Économie et produits typiques
L’économie locale est constituée d’artisanat, de commerces et de petites et moyennes entreprises qui travaillent dans différents secteurs. Entre autres, le secteur du travail du bois et de la construction de meubles, du bâtiment, le secteur du tissu, la commercialisation et production de fruits, etc.

### Tonda de Costigliole
Les abricots  de la variété « Tonda de Costigliole » sont de forme ronde et présentent un poids moyen. La peau est de couleur jaune orangé avec des nuances rosâtres. La pulpe est de couleur jaune orangé, elle a une consistance dure et présente un goût doux et un arôme intense. Elle représente  un cas d’adaptation parfaite  de culture. Dans l’air alpin, qui impose ses conditions climatiques, la Tonda est produite constamment grâce à sa grande tolérance aux basses températures hivernales  et à une floraison moyennement tardive. Elle commence vers le 21 juillet et se prolonge dans la première quinzaine d’août.

### Quagliano
Colline Saluzienne Quagliano : Raisins Quagliano 100 %. Le vin a une couleur rouge faible, délicatement parfumé avec des senteurs de violette et des arômes agréables et caractéristiques, saveur appréciable et agréablement doux, de corps moyen, fruité, parfois vif. Le degré d’alcool minimum est de 10 °C.

### «L’siole ’d Costiole», les oignons de Costigliole
Très recherchés sont les oignons de Costigliole, qui, autrefois, ont fait sa renommée. Aujourd’hui appréciés et consommés sur leur seul territoire de production, ils pourraient s'affirmer sur d'autres marchés  régionaux en misant sur l’agriculture traditionnelle de  haute qualité.

## Histoire

### Domaine lombard et français
Depuis 568 les Lombards ont commencé à apparaître dans le Piémont. Cette nouvelle occupation arriva progressivement et fut tout d’abord constituée de petits noyaux qui présidaient les grandes zones d’importance stratégique, puis une sorte de colonisation qui porta à la subdivision du territoire des ducs. Les luttes continuent entre Ducs rebelles et qui prenaient parti pour les rois aryens ou les rois catholiques portèrent  à un déclin progressif de l’autorité royale. Les nécessités de défense du roi induisirent les "gastalds" (sorte de gouverneurs chez les Lombards) à élever des fortifications aux bases des vallées Varaita, Maira, Grana et Po. Et c’est ainsi que fut fondée l’abbaye de Villar San Constanzo particulièrement influente pour Costigliole Saluzzo. Successivement les Sarrasins apparurent en province jusqu’en 824 conditionnant le territoire en plusieurs petits territoires, rendant celui de Cunéais abandonné et exposé aux attaques. Ainsi les monastères de Pragno, Villar San Constanzo et la ville de Pedona (actuel Borgo San Dalmazzo) furent assaillis.

### La période du marquis de Saluces
Après l’expulsion des Sarrasins, le Piémont présente un aspect désolé. Puis l'agriculture progresse, et les conditions de vie s'améliorent. Des monastères se créent avec les donations faites par les marquis de Saluces. Saluces et les terres environnantes font partie du diocèse de Turin et l’évêque vante de droits importants sur ses juridictions à la suite des pouvoirs accordés par Frédéric Barberousse. Au temps de  Manfred Ier de Saluces, les familles féodales du Piémont, celles des Constanzia de Costigliole sont connues sous le nom de « Costigliole  ». Elles émergent  avec le marquis, auquel elles lèguent leurs fortunes. Entre 1200 et 1300, Costigliole devient un pays d’une certaine importance.

### Le siège de Savoie en 1487
Le marquis de Saluces continua à supplier lourdement le roi de France pour obtenir l’aide de l’armée pour faire front aux pressions de la Savoie, mais à la fin du XVe siècle les Français prirent du temps et échelonnèrent leurs interventions.

### 1796, Costigliole est française
En 1795 et en 1796, la France attaqua la Savoie et Vittorio Amadeo dut pactiser et traiter à Cherasco. Les troupes françaises étaient installées dans la partie cunéaise et occupèrent le même chef-lieu. Les Savoyards étaient disposés devant l’ennemi et à Costigliole ; ils avaient laissé de côté le régiment Crist, formé par les jeunes Suisses. Le front continuait de se déplacer et le 30 juin les soldats français passèrent à Costigliole. L’idée républicaine commença à germer dans la population qui voyait en Napoléon Bonaparte la lueur d’une nouvelle liberté. Le Piémont en 1799 vint s’unir à la France, les symboles de la Révolution arrivèrent aussi à Costigliole. Quand Bonaparte fut battu, Vittorio Emanuele retourna à Turin et Saluces regagna ses anciennes frontières auxquelles il ajouta Valmala.

### Le retour à la Savoie, les années 1800, Italie 1861
Avec le retour de la Savoie, la Restauration démarre dans le Piémont. Le retour du monarque suscita pour les Piémontais des sentiments différents. Dans la noblesse, prévalut un sentiment de satisfaction, on retrouvait des anciennes certitudes, même si ceux qui reconnaissaient les progrès durant l’Empire, ne manquaient pas.
Après des années de gouvernement et de succès de Cavour, qui conditionnèrent aussi Costigliole Saluzzo avec des actions de modernisation économique qui signifièrent la construction de chemins de fer, et  tunnels dans le Royaume de Piémont et en Sardaigne, l’amélioration du réseau routier, l’accroissement des industries, l’introduction de techniques plus avancées en agriculture, l’élite intellectuelle piémontaise embrassa la cause de l’unité italienne, qui survint en  1861 après une série de guerres. Avec la formation du royaume d’Italie, le Piémont perdit de l’importance, la littérature devint provinciale. Les Piémontais passèrent de la condition de citoyens d’un État respecté et fort, à celle d’habitants d’une région périphérique d’un royaume à peine né et plein de problèmes. En 1864, Turin perdit son rôle de capitale. Les années suivantes furent difficiles, marquées sur le territoire par une série de conflits et de migrations vers la France et l’Argentine qui impliquèrent une bonne partie de la jeunesse, au moins dans la première décennie du XXe siècle.

### LeXXesiècle, période giolittienne, la Grande Guerre et le fascisme
L’amélioration des conditions survient avec la période giolittienne, qui récolta de suite un grand succès dans l’opinion publique piémontaise. Le pragmatisme, les  capacités administrative et financière élargirent le consentement de Giolitti, dans les secteurs amples des classes productives. La fin de la période giolittienne coïncida cependant avec le début de la Première Guerre mondiale, qui aussi à Costigliole Saluzzo coûta la vie à une bonne partie  de la jeune population. La faiblesse structurale et le climat de protestation furent interceptés par la proposition fasciste, particulièrement  appuyée par la population, pour les attentes économiques qui trouvèrent une bonne partie de réponses au coût économique.

### La Seconde Guerre mondiale
Le drame des années 1940 à Costigliole est témoin de nombreuses pertes au front, qui encore une fois touchera la jeune population. Une série de guerres et d’évènements tragiques impliquaient les habitants de Costigliole, disparus dans la dramatique division Cunéaise en Russie ou dans les camps d’extermination nazis ou impliqués dans les luttes partisanes. Aujourd’hui on commémore le massacre de Ceretto. L’après-guerre coïncide avec une période de développement économique et de la production qui a permis, généralement une bonne qualité de vie jusqu'à nos jours.

### Honneurs
Médaille d’Argent au mérite Civil

« Le petit centre Cunéais, durant le dernier conflit mondial, a subi une des plus féroces représailles de la part des troupes nazies, qui massacrèrent brutalement de nombreux citadins et incendièrent une vingtaine de maisons rurales. La population, avec un courage héroïque et un esprit patriotique indompté, participait à la guerre de Libération, et offrit une admirable preuve de solidarité humaine pour avoir donné l’hospitalité à quelques familles juives. »

— Fraz.Ceretto-Costigliole Saluzzo (CN)

## À voir

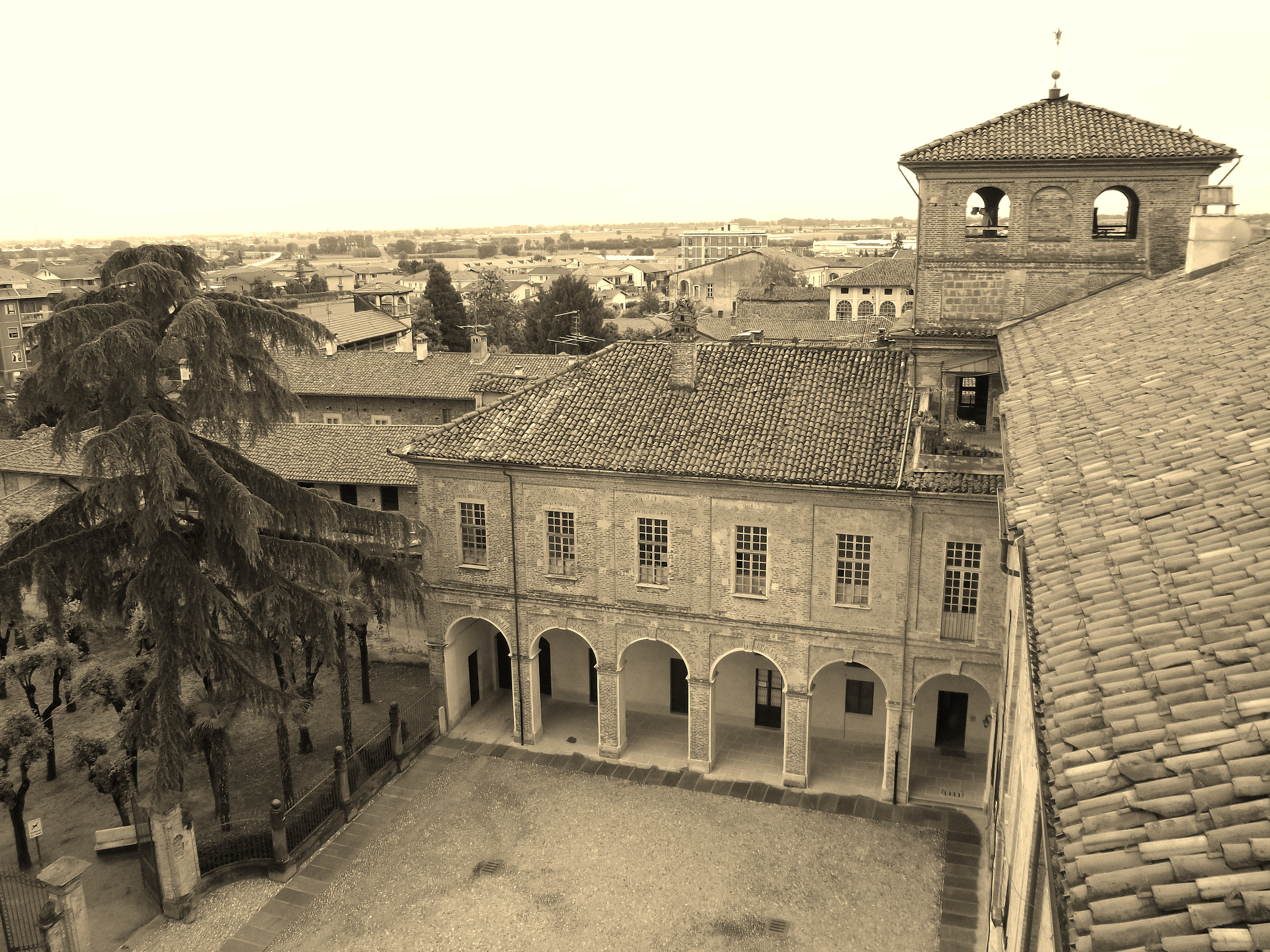
Palazzo Giriodi di Monastero.

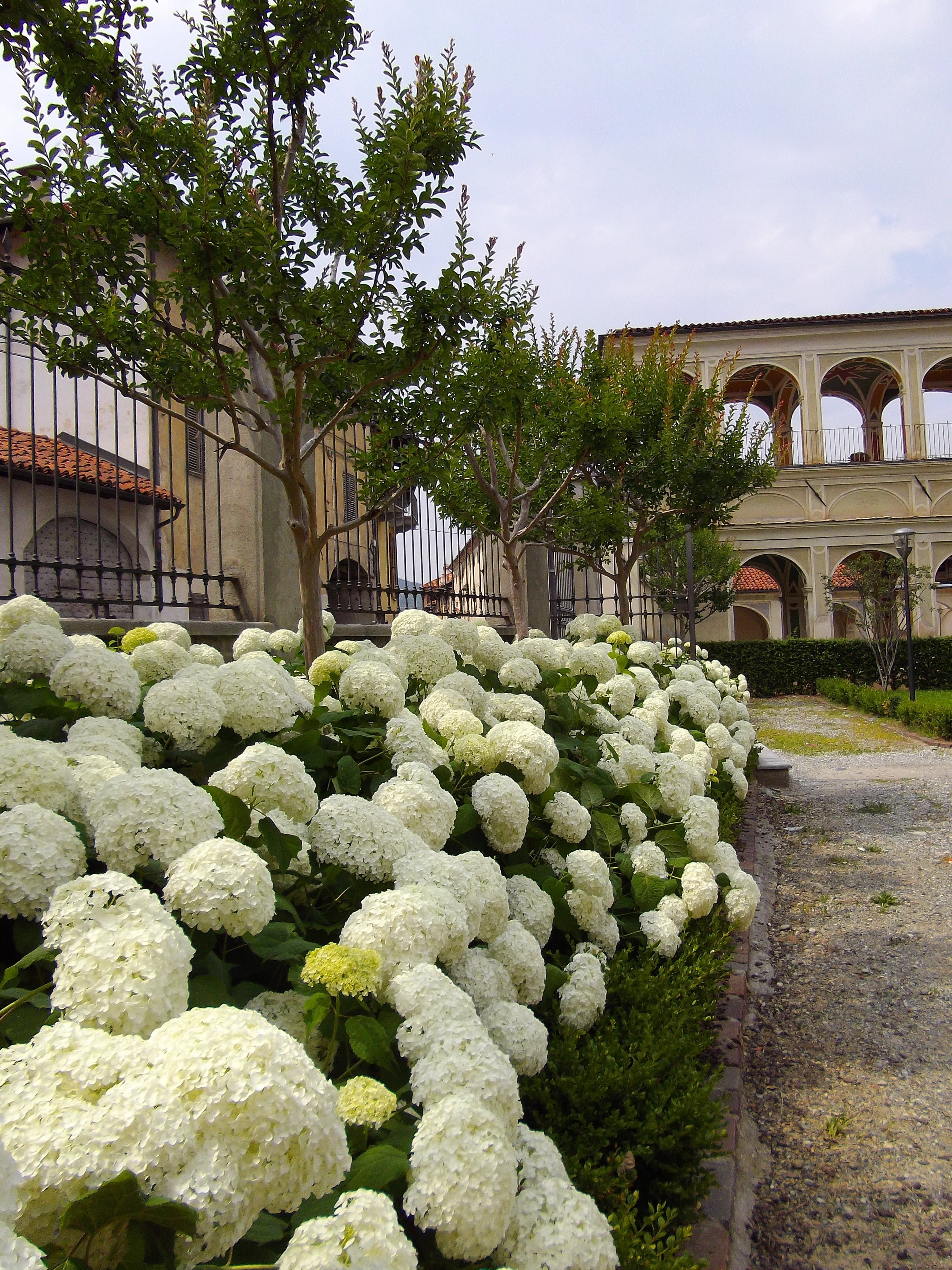
Palazzo Sarriod de La Tour.

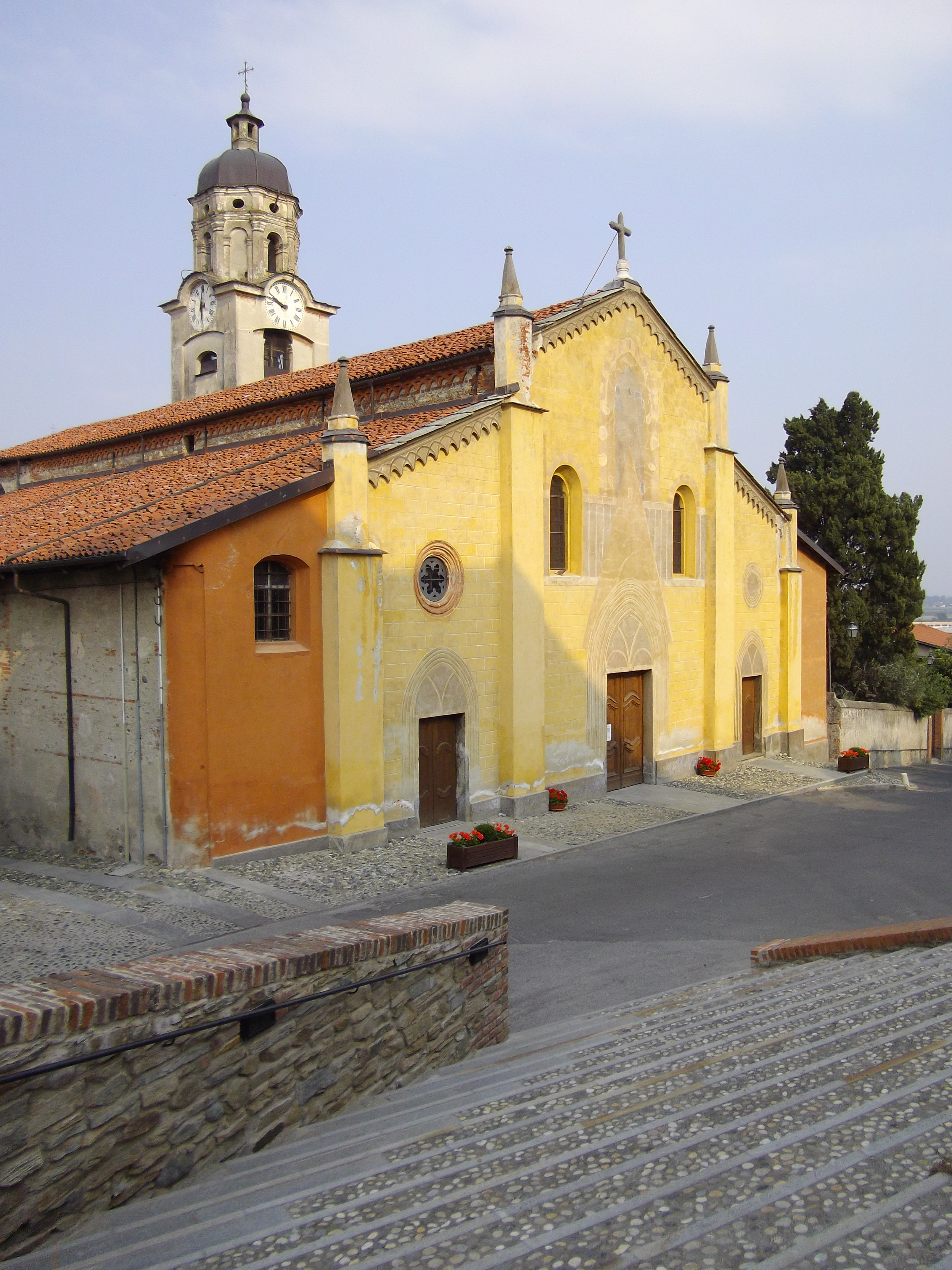
L'Église Paroisse.

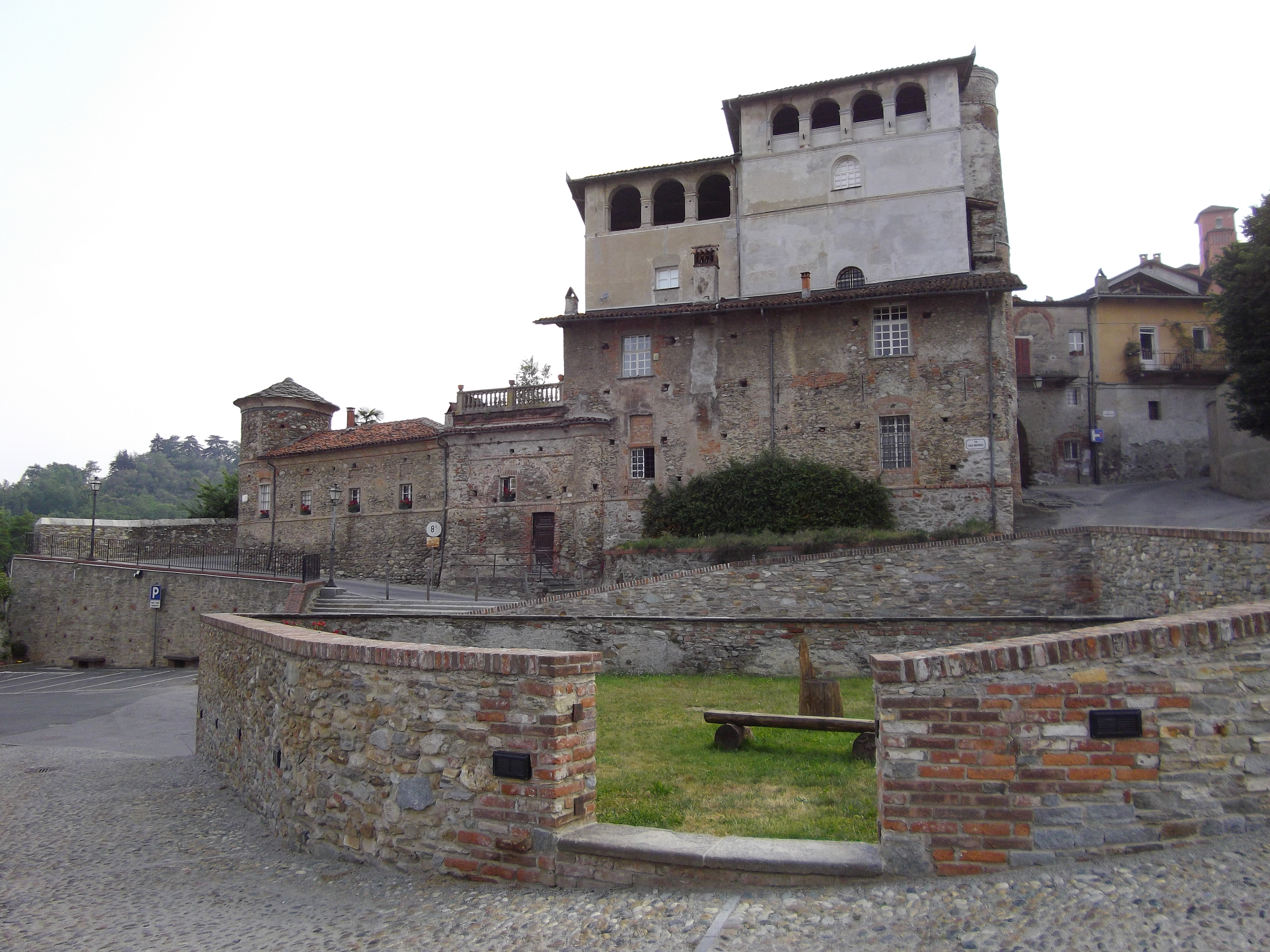
Le petit château.

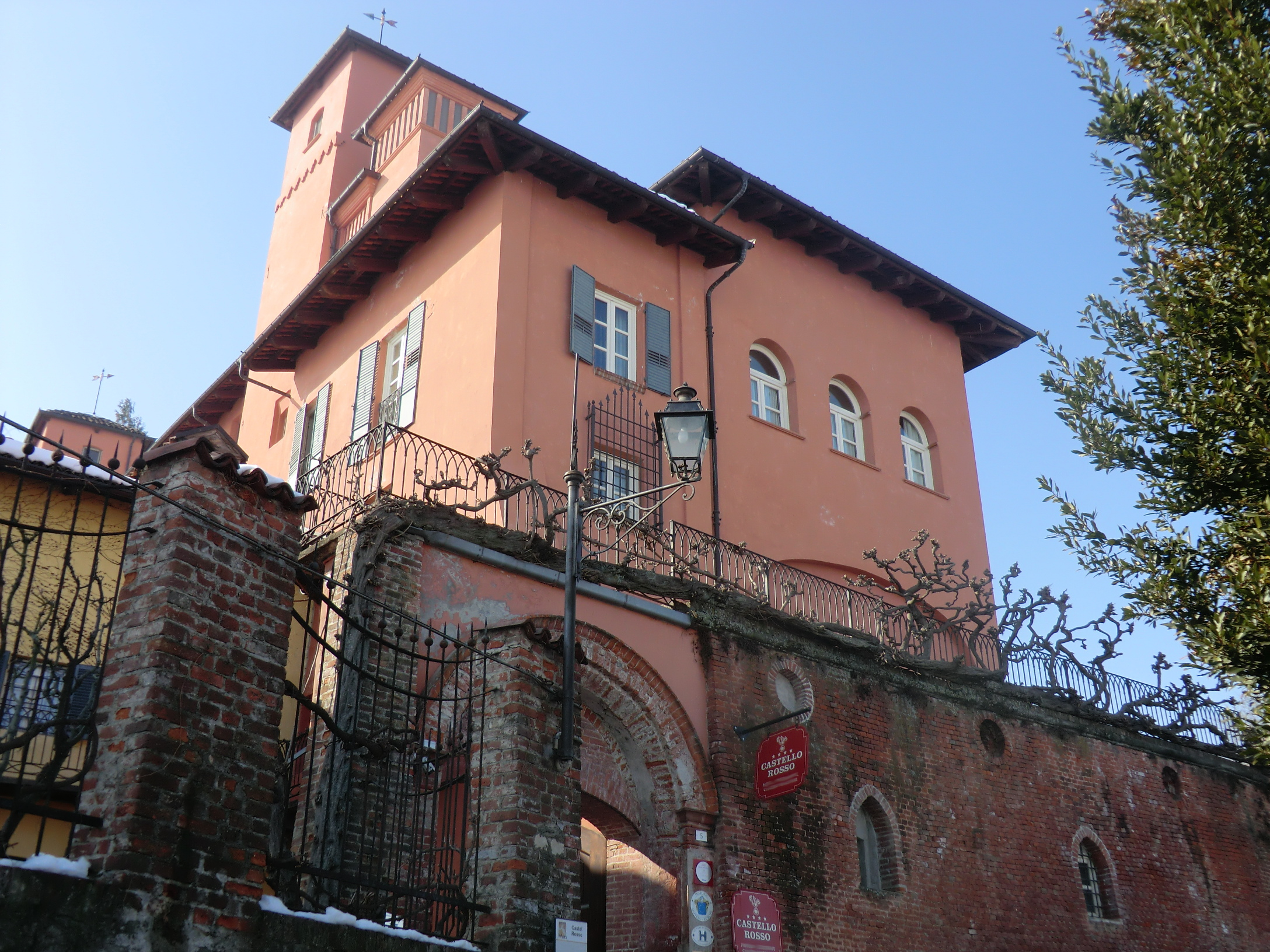
Le Château roux.

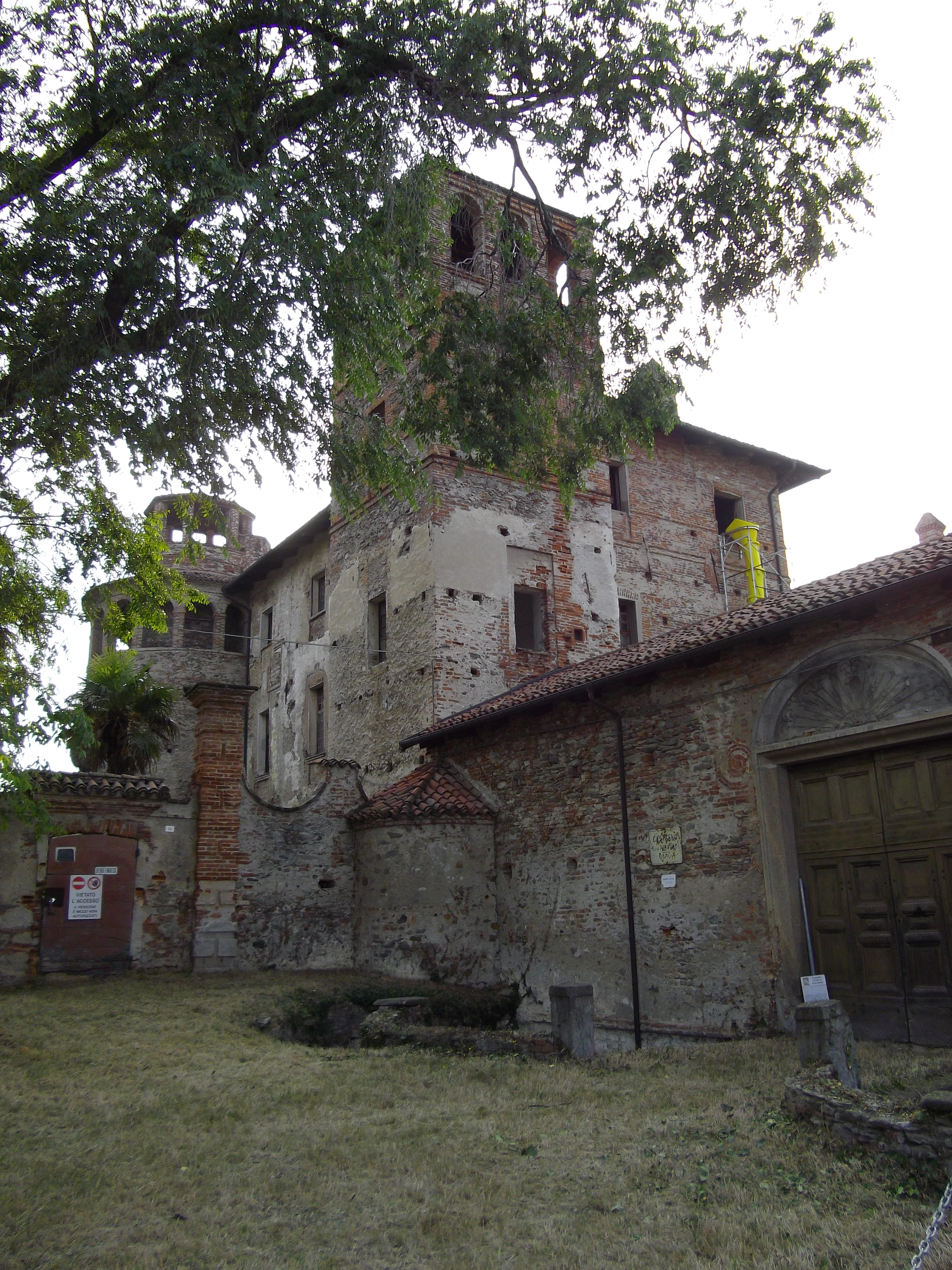
Le Château Reynaudi.

L’itinéraire de visite se partage entre le Bourg médiéval de Costigliole Saluzzo, avec un hommage à l’art du peintre Hans Clemer et à ses fresques, les palais du XVIIIe siècle, Giriodi de Monastère, Sarriod de la Tour. Il y a aussi l’église paroissiale Sainte-Marie-Madeleine, le château Rouge et le château Reynaudi.

### Palais Giriodi de Monastero
Les Giriodi vivaient déjà à Costigliole en 1600, tous occupés aux activités agricoles et commerciales. Ce fut grâce à leur forte montée sociale que le palais fut construit à la première moitié de 1700, on le doit au génie de l’architecte piémontais Bernardo Antonio Vittone, il fut ensuite peint en fresque en 1804 par Luigi Vacca, important scénographe de Turin. Le Palais est réalisé avec des matériaux de l’endroit, pierres des carrières de Piasco et Rossana et des briques probablement fabriquées à Costigliole Saluzzo. La façade est imposante avec des colonnes et des décorations qui s’alternent avec des briques. Le porche d’entrée se caractérise par une particulière voute en « voile » placée entre deux « tonneaux ». À travers un élégant escalier on atteint l’étage noble du palais qui présente quelques salles contenant des fresques peintes par Vacca. Le salon d’honneur est couvert par une voute décorée avec des mastics et dans le médaillon on peut trouver des illustrations allégoriques qui symbolisent le triomphe de l’agriculture et de l’abondance. Les décorations de Vacca dans la salle « des héroïnes Bibliques » portent la date de leur réalisation (1804). La salle prend le nom des représentations des dessus de portes : dans la centrale Miriam est représentée dans la danse de remerciement après le passage de la mer Rouge de la part du peuple juif, à droite est représentée tuant Holopherne, le dernier dessus de porte raconte le meurtre de Siséra ennemi du peuple de Dieu, par Yaël. Dans cette salle aussi la technique du trompe-l’œil est grandement utilisée par Vacca, en particulier pour le plafond, avec des fleurs qui imitent une décoration en mastic. Depuis  1923 la résidence est le siège de la Mairie de Costigliole.

### Palais Sarriod de la Tour
Il se détache entre les palais et les maisons nobles dans la partie basse de l’antique Costigliole Saluzzo, dans l’ancienne entrée rue Maestra, aujourd’hui rue Vittorio Veneto, caractérisé par une loggia et un arc unique. Le bâtiment actuel est le résultat des interventions qui ont modifié la structure médiévale initiale, les remparts restent visibles dont une tour au sommet portant des créneaux. L’agrandissement vers le sud est dû au comte Tommasso Alberto Saluzzo qui, en 1734 acheta la seigneurie de Costigliole. L’ajustement du bâtiment en noble palais demanda la création d’un grand escalier et d’une galerie d’Orient, on suppose que la galerie ouest a été créée en dernier. Le blason en pierre sur la porte rappelle l’union des deux familles des Saluces en 1720, à la suite du mariage de Tommasso Alberto Saluzzo, des Saluces, de Paesana, avec la fille du marquis Carlo Emanuele Saluzzo de la famille Miolans Spinola. La famille étant disparue, la propriété appartiendra au comte Louis Antoine Gaétan Sarriod de la Tour de Bard. Actuellement la propriété appartient à la commune et accueille des expositions et des événements. Elle est aussi siège de la bibliothèque municipale et des associations culturelles.

### Église paroissiale Sainte-Marie-Madeleine
Les premières informations sont tirées de documents de 1415 et elle devint une église paroissiale sûrement, avant 1492. L'église primitive avait une façade de style gothique Piémontais, avec des contreforts à sections rectangulaires qui marquaient l'intérieur en trois nefs. La voute était en bois, au XVIIe siècle elle fut reconstruite avec des murs abaissés par respect pour l'original. Le clocher fut construit probablement une fois l'église terminée. Entre les XVIe et XVIIe siècles, elle fut embellie avec les peintures du peintre Saluzzien. La fresque représente saint François qui reçut les stigmates sur la seconde colonne de droite sous la chaire, la peinture vint après l'acte fraternel lié avec la communauté costigliolaise avec les franciscains en 1495.

### Château Reynaudi
En 1617, G. Michele Crotti acheta une autre portion du pays et commença à construire le château qui domine le pays. La construction à plan polygonal, est défendue par trois tours, deux carrés et une circulaire. Les trois tours sont ornées par une loggia et construites avec des briques et des pierres à perte de vue. Les travaux se terminèrent en 1625.

### L’Castlot
Il fut construit face à l’église paroissiale comme un fortin en continuation de la fortification du château du pays et défendue par la suite  de la destruction, survenue entre 1487 et 1488. La partie la plus antique du XVe siècle constitue le noyau central, et a adossé une tour sur le côté postérieur. Les remparts ont une épaisseur de presque deux mètres et les fenêtres gothiques, aujourd’hui murées, font penser à ses origines militaires. La famille Crotti est devenue propriétaire de cette forteresse  et l’adapta en domicile en faisant ajouter une terrasse dans un premier temps, et le bas avec le donjon.

### Le château Rouge
Le château Rouge, depuis longtemps, le château Reynaudi, fascine le bourg médiéval de Costigliole Saluzzo. Construit tardivement à partir de 1400 sur les ruines d’autres châteaux préexistants. Ces édifices ont été  édifiés en habitat, sans aucune fonction à la suite de l’abattage définitif des remparts du bourg (1487). Il est possible d’affirmer  que le château Rouge constitue une vraie résidence. « Le palais des Seigneurs ». Les sorts de Costigliole furent soutenus par une « association » de sept familles « les Domini » appelées « De Costigliole » divisèrent en branches distinctes et opérèrent partout sauf  à l’endroit de la Seigneurie. Ils reconnurent le marquis de Saluces comme seigneur, dans lequel ils trouvaient fidélité, mais leurs droits sur Costigliole devaient être très vastes et radicaux. Puis les évènements de l’association suivirent les sorts du marquis, avec le passage de la Savoie au XVIIe siècle. Les Crotti firent reconstruire le château presque entièrement en 1691 qui avait été endommagé par les soldats français. À l’intérieur du château Rouge il y a un cycle de fresques représentant la Sainte-Vierge et les saints. Les fresques habillent un autel dans un couloir du manoir qui représentent sur le mur la Vierge et l’Enfant avec le saint Gerdamo et Battista. Attribué au maître D’Elva de Perotti à partir de 1969, Antonioletti et  Gozzano reconnurent  la main d’un collaborateur. Tous les saints représentés ont été endommagés dans la partie des yeux, probablement par le passage de troupes ennemies sur le territoire. Aujourd’hui le Château Rouge est un siège de centre de bien-être, restaurant et Hôtel de charme.

## Parcours de Collines, trekking et vélo tout terrain
La colline de Costigliole Saluzzo présente des décors uniques comme la petite et caractéristique chapelle Saint-Michel, dans la rue qui remonte jusqu’au sommet du mont Pagliano (Mon Paian). L’ancienne rue de Rossanna ou encore le bas ensoleillé du Sarunera. L’église de Sainte Cristina est connue pour sa façade qui offre une belle vue de la vallée Varaita.

### Montée au mont Pagliano
Presque trois heures de simple montée séparent le centre du pays du sommet du mont Pagliano (989 mètres d’altitude) ; il se caractérise par un beau plan panoramique à la proximité de l’arrivée. Le parcours praticable aussi à vélo tout terrain, se réalise dans une première partie goudronnée de la rue Saint-Michel, jusqu’à la localité « Le Paradis » où on peut admirer un panorama de la plaine cunéaise puis une montée qui mène vers une ancienne route jusqu’à la chapelle Saint-Michel (842 mètres d’altitude) où la route devient un sentier, large et bien signalé, qui se dessine sur la colline jusqu’au mont Pagliano, Mon Paian en piémontais.

### Sarunera et la Rue des poètes du territoire
La route de la rue Murera qui traverse le bois de Sarunera divise horizontalement la haute colline Costigliolaise en les réunissant avec la partie haute de l’agglomération de Ceretto et représente un beau parcours pour les amoureux des promenades et du vélo tout terrain, surtout en automne et en hiver, vu la plaisante exposition au soleil. La signalétique parcourt la rue des poètes du territoire, en honneur des poètes locaux qui ont décrit le territoire avec des vers extraordinaires en piémontais.

### Rue ancienne de Rossana
Un peu au-dessus des châteaux une route propre et peu exposée au soleil, idéale pour les promenades à la fin du printemps, rejoint le pays de Rossana à environ deux heures de chemin.

### Communes limitrophes
Busca, Piasco, Rossana, Verzuolo, Villafalletto

## Jumelage et échanges
Costigliole Saluzzo a eu des rapports d’échanges avec les villes suivantes : 
- Beaumont-les-Valence (France) depuis 2012
- Banon (France) depuis 2011
- Oriolo (Italie) depuis 2010

## Personnalités liées à Costigliole Saluzzo
- Le comte Gaspare Domenico Régis de Costigliole (Costigliole Saluzzo 1792- P inerolo 1872) : général et ministre du roi Carlo Alberto.
- Cichin Paschetta (Racconigi - Costigliole Saluzzo) est l’un des poètes Historique de la nation piémontaise.
- Gian Luigi Beccaria (Costigliole Saluzzo 1936) : historien de la langue italienne.

## Galerie de photos

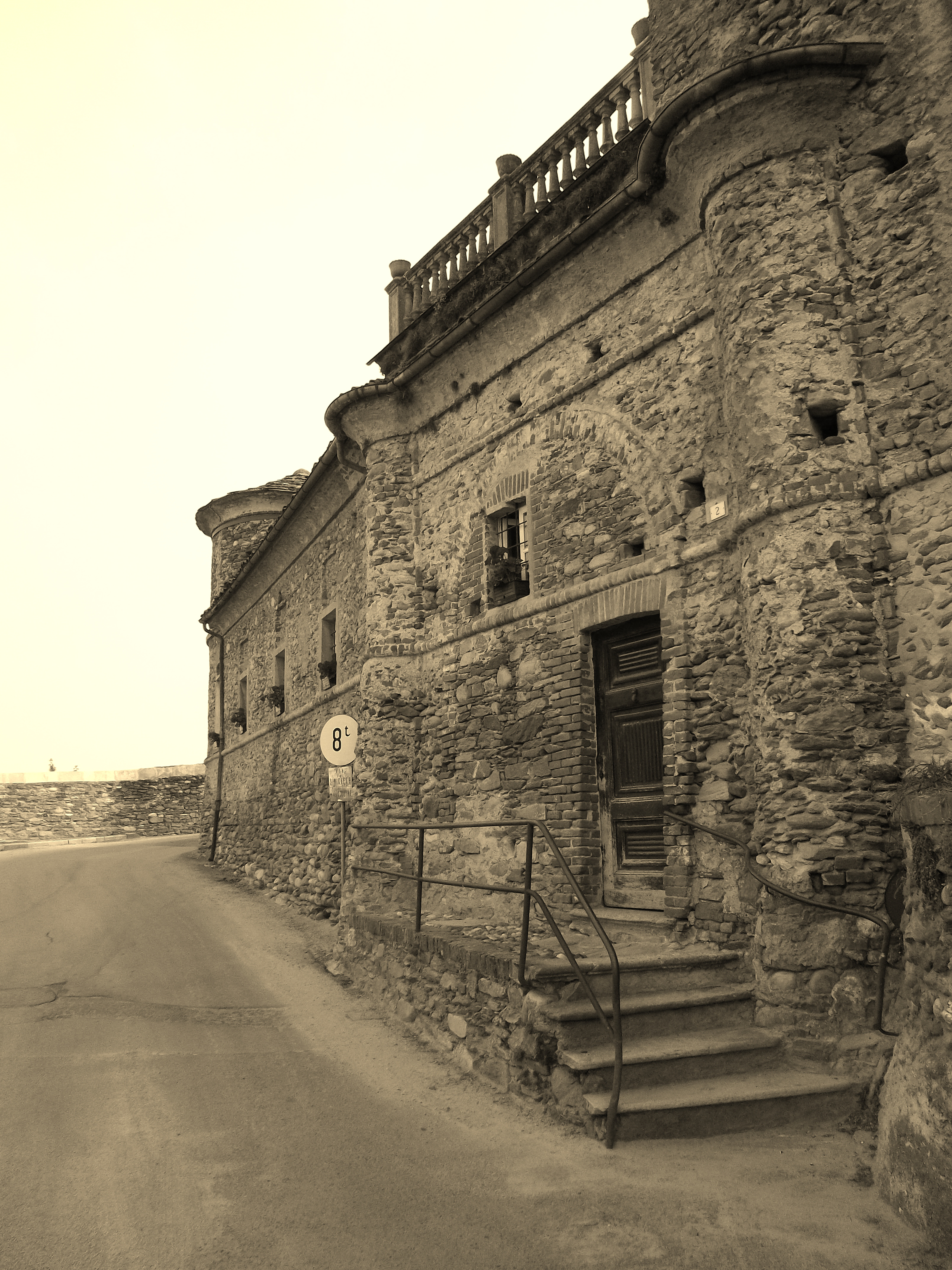
Castellotto di Costigliole saluzzo - Castlòt 'd Costiòle.
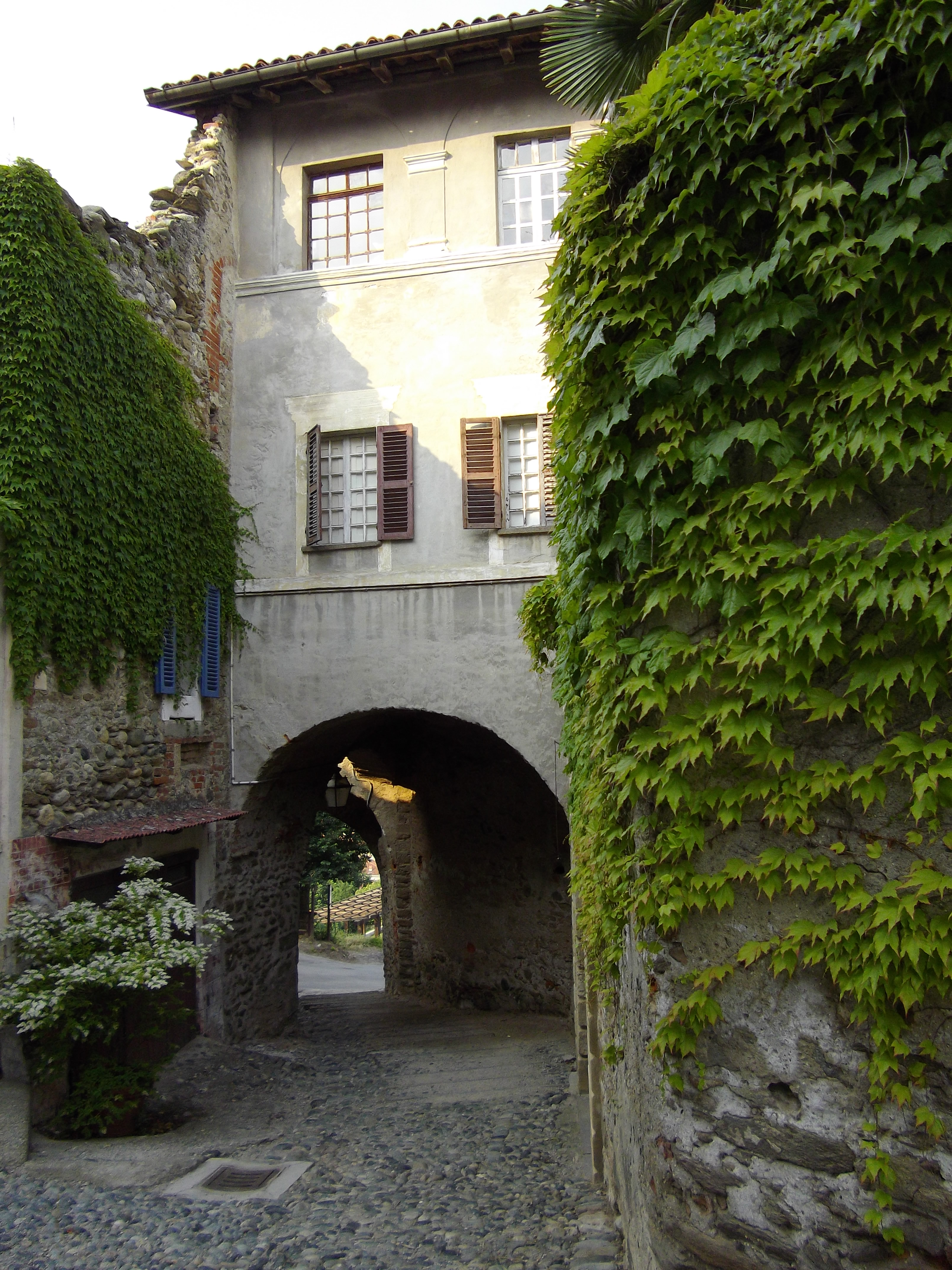
L'arco del borgo medioevale di Costigliole Saluzzo - 'L Borch e sò passage.
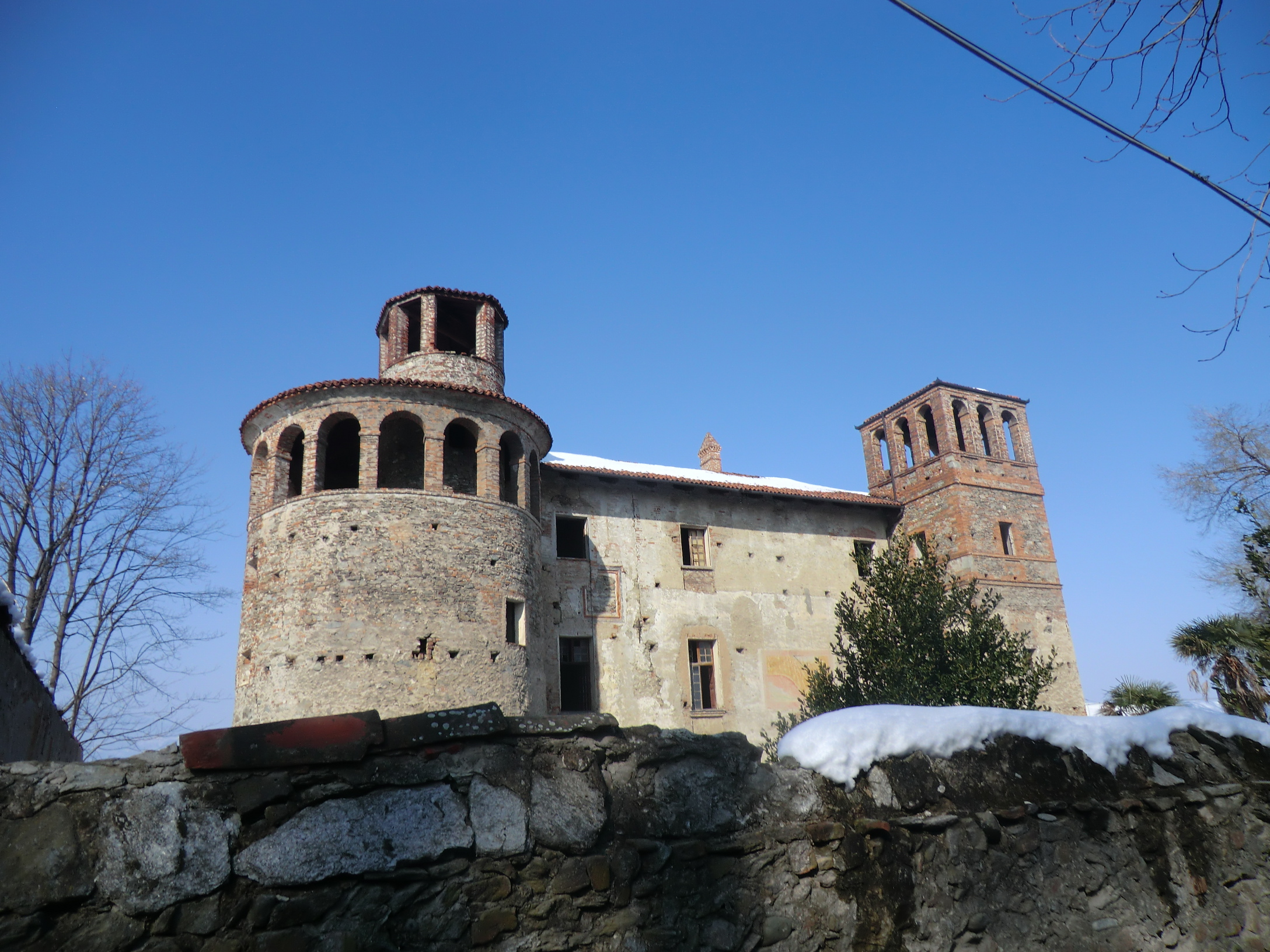
Castello Reynaudi - 'L Castel Reynaudi (XVIIe siècle).
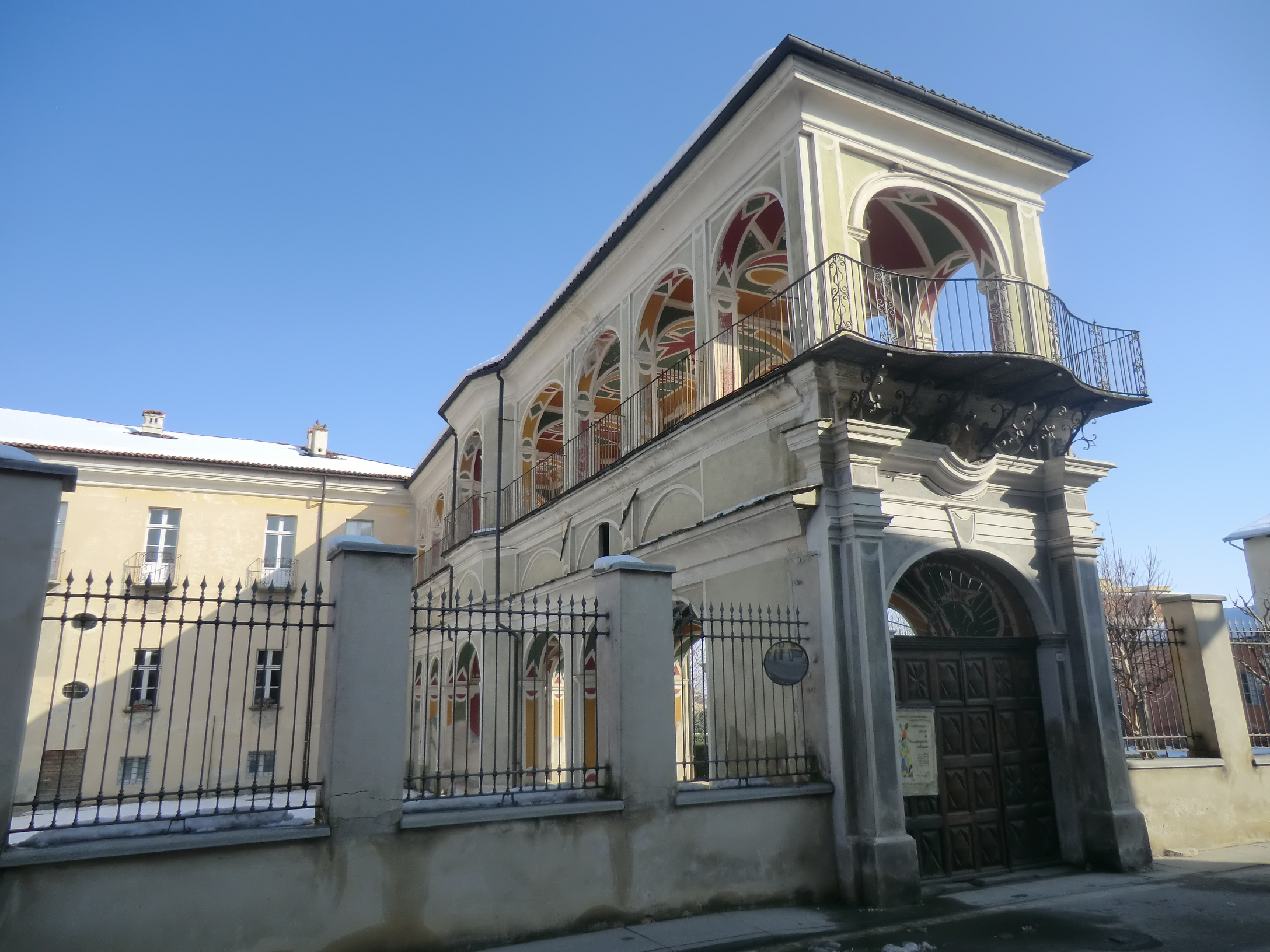
Palazzo la Tour (XVIIIe siècle).
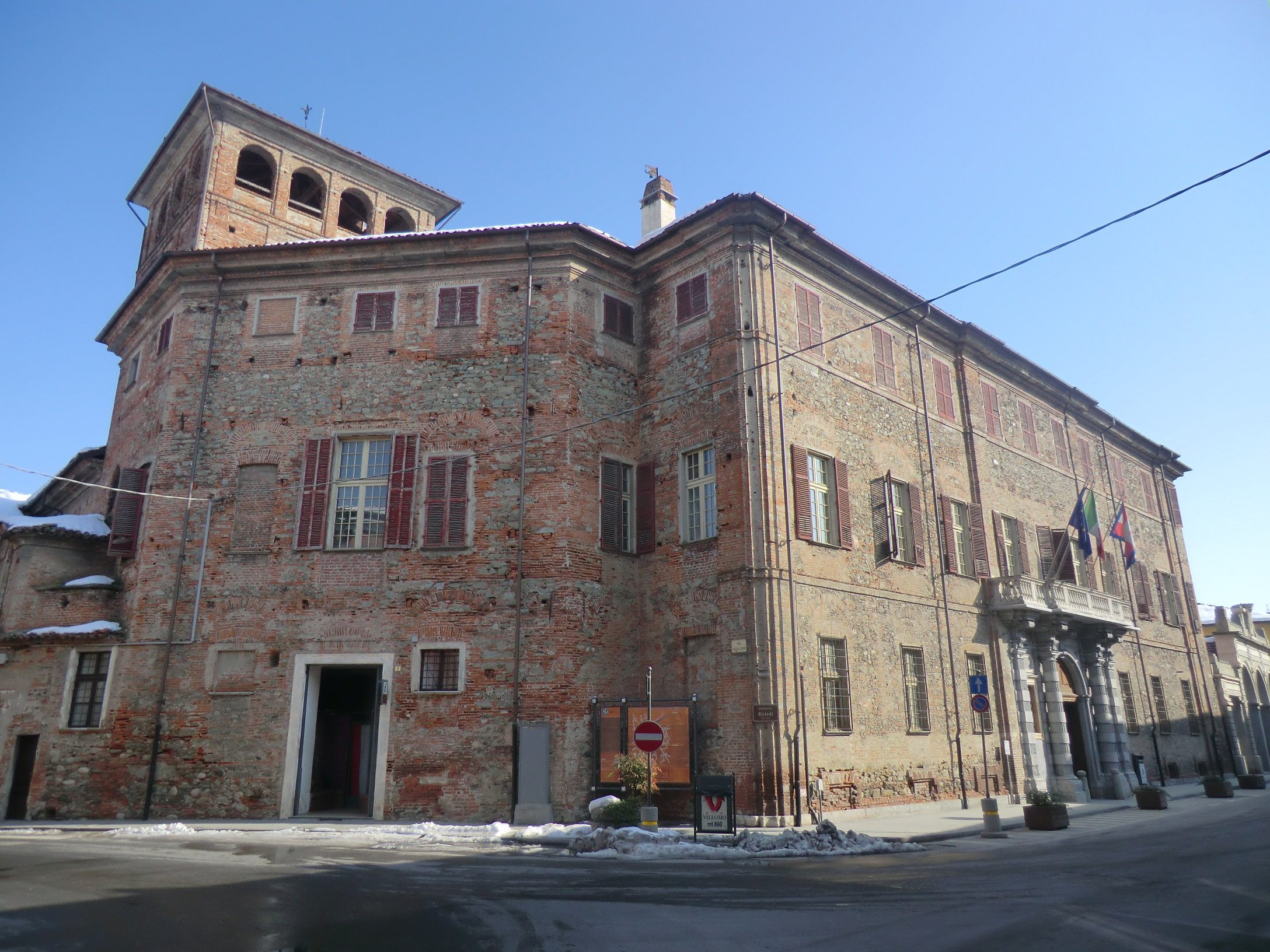
Palazzo Giriodi di Monastero (XVIIIe siècle).
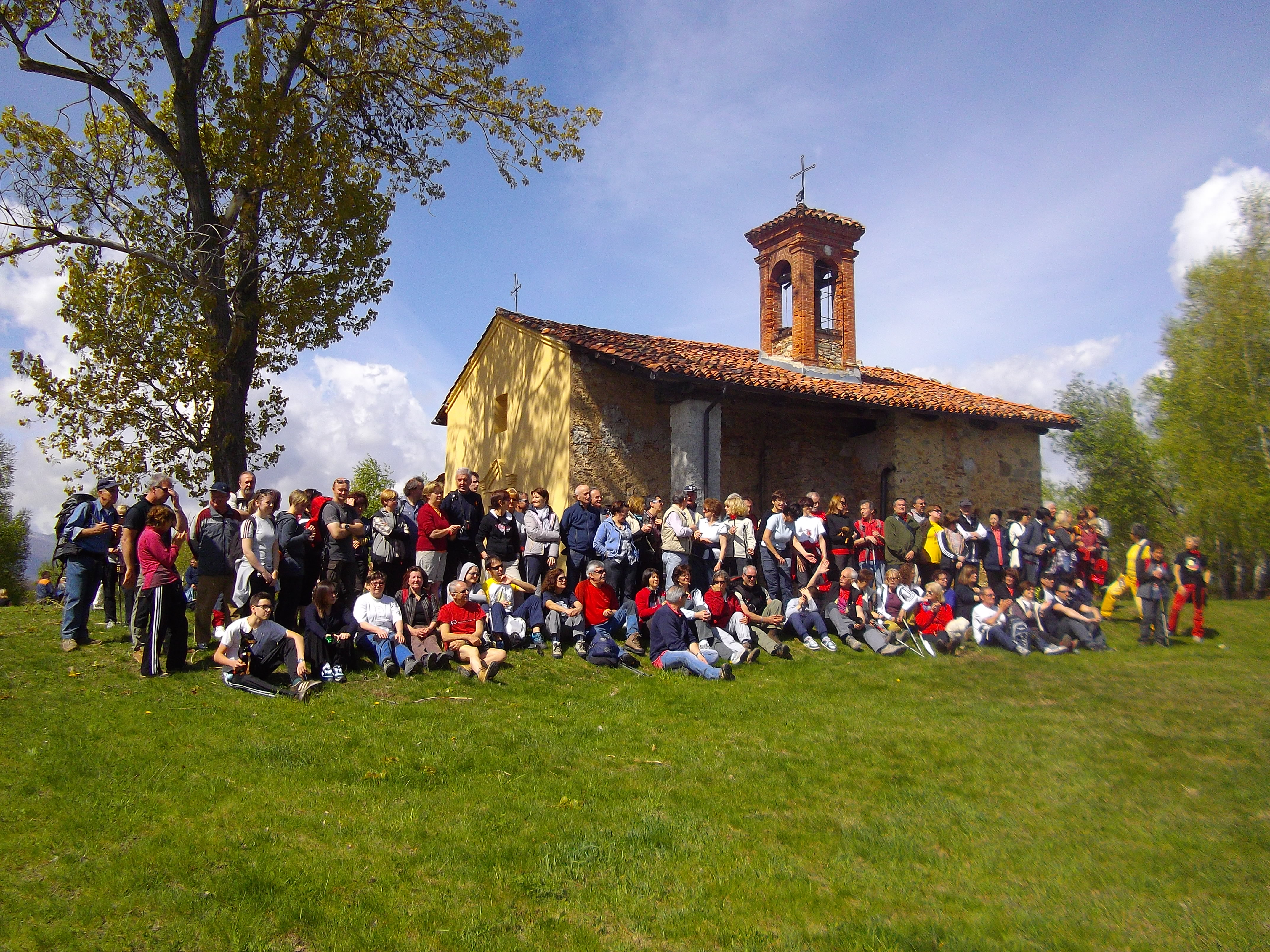
Trekking a San Michele di Costigliole Saluzzo - Gent ca fa doi pas a San Michel 'd Costiòle.
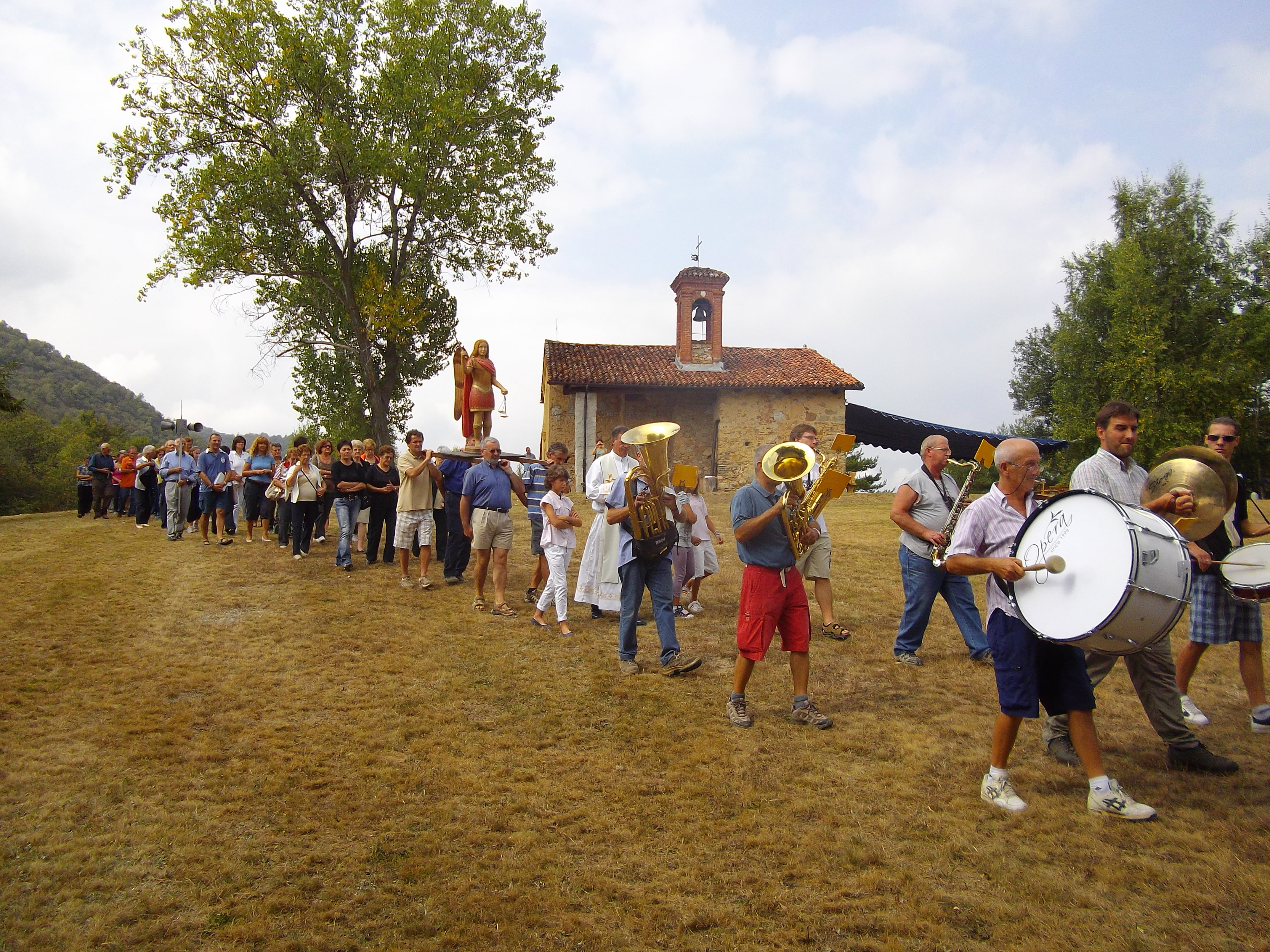
L'annuale processione di San Michele sulla collina di Costigliole Saluzzo - San Michel.